# Borbogou
Borbogou est une ville du Togo située au nord du pays.

## Démographie
La population est formée majoritairement par l'ethnie Moba.